# Католицизм в Джибути

Джибути

Католицизм в Джибути или Католическая церковь в Джибути является частью всемирной Католической церкви. Численность католиков в Джибути составляет около 7 тысяч человек (около 0,9 % от общей численности населения).

## История
Католическая церковь стала заниматься миссионерской деятельность на территории сегодняшнего Джибути с 1881 года, когда в Эфиопии впервые появились миссионеры-монахи из монашеского ордена капуцинов. 28 апреля 1914 года Святой Престол учредил апостольскую префектуру Джибути, которая стала первой постоянной церковной структурой в Джибути. 14 сентября 1955 года апостольская префектура Джибути была возвышена до уровня епархии с непосредственным подчинением Святому Престолу.
В настоящее время в Джибути действует только одна католическая епархия, входящая в Конференцию латинских епископов арабского региона. В стране действует 6 католических приходов, в которых работают 6 священников и 21 монахиня.
3 июля 1969 года Римский папа Павел VI издал бреве Sollicitudo Omnium, которым назначил апостольскую делегатуру региона Красного моря с резиденцией в Хартуме, в которую входил Джибути. 16 мая 1992 года была создана автономная апостольская делегатура с центром в Джибути. В настоящее время резиденция нунция находится в Аддис-Абебе.

## Организации и учреждения
В конце 2004 года католическая Церковь в Джибути насчитывала:
- 6 приходов;
- 6 священников;
- 21 монашествующих;
- 13 образовательных учреждений;
- 1 научно-благотворительная организация.